# Mass Hysteria (album)
Albums de Mass Hysteria
De cercle en cercle
(2001) Une somme de détails
(2007)
Mass Hysteria est le 4e album studio du groupe de metal industriel français éponyme, sorti le 2 Mai 2005. L'album se différencie de ses prédécesseurs par une tendance plus pop-rock que metal.

## Liste des morceaux
1. Poison d'asile - 3:17
2. Instant Film - 3:15
3. L'Emo clef - 3:16
4. Fausse route - 4:00
5. On coule ! - 3:03
6. Intérieur à revoir - 3:30
7. Un homme à la mer - 3:45
8. Désaxé - 4:10
9. La Permanence - 4:06
10. Pures heures - 3:21
11. Laissez penser - 3:14
12. La Démesure - 4:07
13. Sexylex (Bonus Track) - 2:52

## Crédits
- Mouss Kelai — chant
- Yann Heurtaux — guitare
- Olivier Coursier — guitare et samples
- Stéphan Jaquet — basse
- Raphaël Mercier — batterie